# Joseph Clark
Joseph Clark, ameriški admiral, * 12. november 1893, † 13. julij 1971.

## Življenjepis
Poveljeval je ameriškim enotam na Iwo Jimi in Chichi Jimi.